# Курчевские
Курчевские — деревня в Оленинском муниципальном округе Тверской области.

## География
Находится в юго-западной части Тверской области на расстоянии приблизительно 10 км на восток-северо-восток по прямой от административного центра округа поселка Оленино у автотрассы М9.

## История
В 1859 году здесь (тогда Коростелев Починок или Курчевский Ржевского уезда Тверской губернии) было учтено 9 дворов, в 1939 — 25. До 2019 года входила в состав ныне упразднённого Глазковского сельского поселения.

## Население
Численность населения: 70 человек (1859 год), 8 (русские 100 %) в 2002 году, 0 в 2010.